# Mistrzostwa Świata Juniorów w Narciarstwie Alpejskim 2001
20. Mistrzostwa świata juniorów w narciarstwie alpejskim odbyły się w dniach 5 - 10 lutego 2001 r. w szwajcarskim Verbier w kantonie Valais. Rozegrano po 5 konkurencji dla kobiet i mężczyzn. W klasyfikacji medalowej triumfowała reprezentacja Austrii, której zawodnicy zdobyli także najwięcej medali, dwanaście, w tym 7 złotych, 3 srebrne i 2 brązowe. 

## Wyniki
| Pozycja | Zawodnik             | Narodowość | Czas    |
| ------- | -------------------- | ---------- | ------- |
|         | Thomas Graggaber     | Austria    | 1:30,23 |
|         | Silvan Zurbriggen    | Szwajcaria | 1:31,32 |
|         | Christoph Kornberger | Austria    | 1:31,49 |
| 4.      | Jan Hudec            | Kanada     | 1:31,58 |
| 4.      | Johan Clarey         | Francja    | 1:31,58 |
| 6.      | Peter Struger        | Austria    | 1:31,66 |

| Pozycja | Zawodniczka          | Narodowość | Czas    |
| ------- | -------------------- | ---------- | ------- |
|         | Astrid Vierthaler    | Austria    | 1:33,56 |
|         | Maria Holaus         | Austria    | 1:33,68 |
|         | Maria Riesch         | Niemcy     | 1:34,29 |
| 4.      | Isabelle Huber       | Niemcy     | 1:34,45 |
| 5.      | Sabrina Beer         | Niemcy     | 1:34,52 |
| 6.      | Fränzi Aufdenblatten | Szwajcaria | 1:34,67 |

| Pozycja | Zawodnik              | Narodowość | Czas    |
| ------- | --------------------- | ---------- | ------- |
|         | Christoph Kornberger  | Austria    | 1:28,17 |
|         | Peter Struger         | Austria    | 1:29,00 |
|         | Gauthier de Tessières | Francja    | 1:29,58 |
| 4.      | Julien Cousineau      | Kanada     | 1:29,63 |
| 5.      | Thomas Graggaber      | Austria    | 1:29,74 |
| 6.      | Georg Streitberger    | Austria    | 1:29,75 |

| Pozycja | Zawodniczka            | Narodowość | Czas    |
| ------- | ---------------------- | ---------- | ------- |
|         | Kathrin Wilhelm        | Austria    | 1:33,54 |
|         | Maria Riesch           | Niemcy     | 1:33,75 |
|         | Martina Schild         | Szwajcaria | 1:33,84 |
| 4.      | Carolina Ruiz Castillo | Hiszpania  | 1:33,90 |
| 5.      | Christiane Bauer       | Niemcy     | 1:33,98 |
| 6.      | Kathrin Hölzl          | Niemcy     | 1:34,34 |

| Pozycja | Zawodnik              | Narodowość | Czas    |
| ------- | --------------------- | ---------- | ------- |
|         | Hannes Reiter         | Austria    | 2:08,79 |
|         | Johann Grugger        | Austria    | 2:08,86 |
|         | Peter Fill            | Włochy     | 2:08,92 |
| 4.      | Patrick Bechter       | Austria    | 2:08,98 |
| 5.      | Thomas Graggaber      | Austria    | 2:09,30 |
| 6.      | Alberto Schieppati    | Włochy     | 2:09,32 |
| 6.      | Gauthier de Tessières | Francja    | 2:09,32 |

| Pozycja | Zawodniczka            | Narodowość | Czas    |
| ------- | ---------------------- | ---------- | ------- |
|         | Fränzi Aufdenblatten   | Szwajcaria | 2:16,31 |
|         | Lucie Hrstková         | Czechy     | 2:16,46 |
|         | Carolina Ruiz Castillo | Hiszpania  | 2:16,63 |
| 4.      | Christine Sponring     | Austria    | 2:17,41 |
| 5.      | Kathrin Wilhelm        | Austria    | 2:17,51 |
| 6.      | Tina Maze              | Słowenia   | 2:17,54 |

| Pozycja | Zawodnik         | Narodowość | Czas    |
| ------- | ---------------- | ---------- | ------- |
|         | Stefan Kogler    | Niemcy     | 1:25,72 |
|         | Roman Gröbmer    | Włochy     | 1:26,19 |
|         | Cristian Deville | Włochy     | 1:26,37 |
| 4.      | Robi Perren      | Szwajcaria | 1:26,46 |
| 5.      | Ryan Semple      | Kanada     | 1:26,51 |
| 6.      | Akira Sasaki     | Japonia    | 1:26,52 |

| Pozycja | Zawodniczka        | Narodowość | Czas    |
| ------- | ------------------ | ---------- | ------- |
|         | Christine Sponring | Austria    | 1:16,53 |
|         | Maia Barmettler    | Szwajcaria | 1:19,40 |
|         | Emma Pezzedi       | Włochy     | 1:19,53 |
| 4.      | Lea Dabič          | Słowenia   | 1:19,70 |
| 5.      | Lindsey Kildow     | USA        | 1:20,13 |
| 6.      | Cornelia Städler   | Szwajcaria | 1:20,56 |

| Pozycja | Zawodnik             | Narodowość | Punkty |
| ------- | -------------------- | ---------- | ------ |
|         | Patrick Bechter      | Austria    | 40,53  |
|         | Luca Tiezza          | Włochy     | 60,05  |
|         | Christoph Kornberger | Austria    | 65,46  |
| 4.      | Peter Fill           | Włochy     | 70,84  |
| 5.      | Johan Clarey         | Francja    | 72,09  |
| 6.      | Jake Zamansky        | USA        | 72,60  |

| Pozycja | Zawodniczka          | Narodowość      | Punkty |
| ------- | -------------------- | --------------- | ------ |
|         | Maria Riesch         | Niemcy          | 68,33  |
|         | Fränzi Aufdenblatten | Szwajcaria      | 72,69  |
|         | Julia Mancuso        | USA             | 75,52  |
| 4.      | Lea Dabič            | Słowenia        | 83,04  |
| 5.      | Chemmy Alcott        | Wielka Brytania | 85,61  |
| 6.      | Nicole Hosp          | Austria         | 86,83  |

## Klasyfikacja medalowa
| Miejsce | Państwo           |   |   |   | złoto · srebro · brąz |
| ------- | ----------------- | - | - | - | --------------------- |
| 1.      | Austria           | 7 | 3 | 2 | 12                    |
| 2.      | Niemcy            | 2 | 1 | 1 | 4                     |
| 3.      | Szwajcaria        | 1 | 3 | 1 | 5                     |
| 4.      | Włochy            | 0 | 2 | 3 | 5                     |
| 5.      | Czechy            | 0 | 1 | 0 | 1                     |
| 6.      | Francja           | 0 | 0 | 1 | 1                     |
|         | Hiszpania         | 0 | 0 | 1 | 1                     |
|         | Stany Zjednoczone | 0 | 0 | 1 | 1                     |